# 交際
| ウィキペディアには「交際」という見出しの百科事典記事はありません（タイトルに「交際」を含むページの一覧/「交際」で始まるページの一覧）。 代わりにウィクショナリーのページ「交際」が役に立つかもしれません。 |